# Сарсазан
Сарсаза́н (лат. Halocnе́mum) — род кустарничков и полукустарничков семейства Амарантовые (Amaranthaceae).

## Распространение
Сарсазан распространён в Средней и Центральной Азии, Средиземноморье, Южной Европе, на Кавказе, в Северной и Центральной Африке, по пухлым и мокрым солончакам, морским побережьям.
Гипергалофит, способный произрастать наряду с солеросом в условиях крайнего засоления почв, в условиях которого уже ничто другое расти не может.

## Биологическое описание
Небольшой сероватый полукустарничек, образующий круговины или бугры с распростёртыми, густыми, в свою очередь ветвистыми и большей частью укореняющимися ветвями. Годовалые побеги цилиндрические, сочные, членистые, с короткими цилиндрическими или почти булавовидными члениками и с супротивными стерильными, округлыми почечками, долго не развивающимися и выгоняющими укороченные, супротивные цветоносные веточки.
Листья не развиты, в виде супротивных почти щитковидных чешуек.
Колоски цилиндрические, плотные или прерывистые, членистые, с белопленчатой, очень короткой оторочкой в верхней части члеников.
Цветки сидят как бы в кармашке. Околоцветник состоит из продолговатых, беловатых, на верхушке сходящихся листочков. Семена вертикальные, овальные, сжатые, по одному краю пупырчатые.

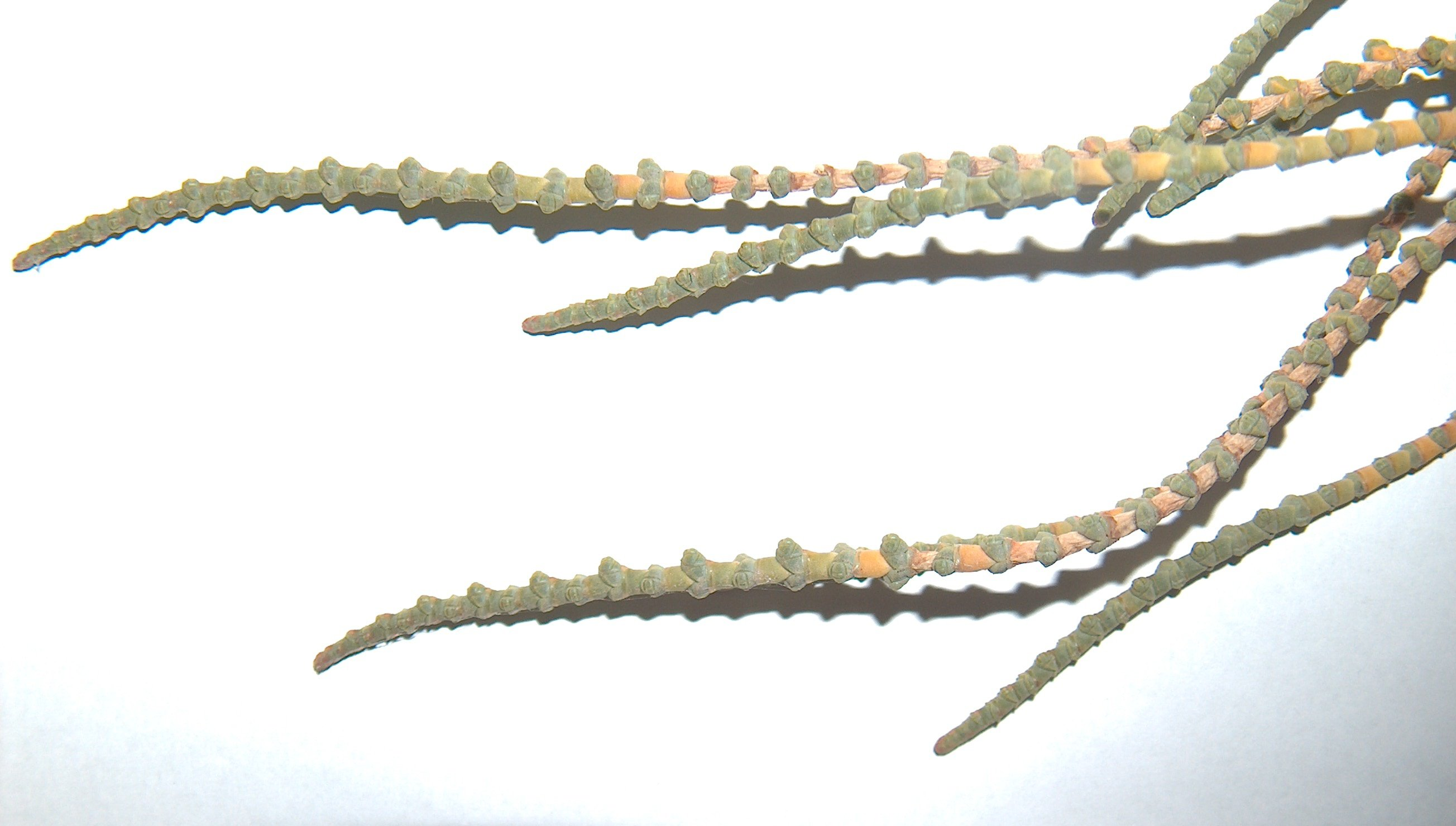
Halocnemum strobilaceum. Отдельные веточки растения крупным планом

## Химические состав, использование
Растение токсично, в разные периоды вегетации, однако, поедается верблюдами и овцами.
В некоторых регионах местное население использует сарсазан в качестве инсектицидного средства, а также, для добывания поташа.

## Охранный статус
Несмотря на то, что вид имеет широкий ареал, его распространение связано со специфическими местообитаниями, в связи с чем он включён в Красные книги Новосибирской, Омской областей (северные границы ареала), а также, Донецкой области (Украина).

## Таксономия
Таксон впервые описан Фёдором Кондратьевичем Биберштейном в 1819 году. Род включал в себя два вида: сарсазан шишковатый (Halocnemum strobilaceum) и Halocnemum caspicum (последний теперь является синонимом Halostachys belangeriana). Halocnemum strobilaceum был выбран в качестве типичного вида. В течение XIX века были добавлены новые виды, позже они были сгруппированы в другие роды или обработаны как синонимы Halocnemum strobilaceum. В течение многих лет род Halocnemum считался монотипическим. В 2008 году был обнаружен новый вид Halocnemum yurdakulolii, который признан синонимом с Halocnemum cruciatum в 2012 году.
Halocnemum состоит из двух видов:
- Halocnemum strobilaceum (Pall.) M.Bieb. — полукустарничек, шириной до 60 сантиметров, серовато-зелёный, с шаровидными или цилиндрическими боковыми ветвями и шипами и более или менее гладкими семенами. Широко распространён в Восточной Европе (от Италии и Греции до Украины) на Кавказе и в Азии (Малая Азия, Иран, Ирак, Афганистан, Пакистан, Аравийский полуостров, Казахстан, Сибирь, Монголия, Западный Китай)[6].
- Halocnemum cruciatum (Forssk.) Tod. (синоним — Halocnemum yurdakulolii Yaprak} — прямостоячий кустарник до 1,5 метров, бледно-желтовато-зелёный, все боковые ветви шаровидные. Распространён в основном на побережье Средиземного моря: южная часть Испании и южная часть Италии (Сицилия, Сардиния), Тунис, Египет, Ливия (Киренаика), Кипр, южное побережье Турции, реже во внутренних районах (Синайский полуостров, Марокко, соляные бассейны Сахары и Сахаро-Арабской флористической области)[6].

Филогенетические исследования подтвердили, что Halocnemum тесно связан с родом Соляноколосник (Halostachys).
Некоторые виды, ранее относившиеся к данному роду, теперь включены в состав других родов:
- Halocnemum arbuscula (R.Br.) Bailey = Sclerostegia arbuscula (R.Br.) Paul G. Wilson[8]
- Halocnemum ritterianum Moq. = Heterostachys ritteriana (Moq.) Ung.-Sternb.[9]